# Jerome Ford
Jerome Ford (* 12. September 1999 in Tampa, Florida) ist ein US-amerikanischer American-Football-Spieler auf der Position des Runningbacks. Aktuell spielt er bei den Cleveland Browns in der National Football League (NFL).

## Frühe Jahre
Ford ging auf die Armwood High School in Seffner, Florida. Zwischen 2018 und 2019 besuchte er zunächst die University of Alabama, ehe er ab 2020 auf die University of Cincinnati ging. In seinem letzten Jahr erzielte er für das Collegefootbalteam 1.319 Yards bei 215 Laufversuchen und insgesamt 20 Touchdowns in 13 Spielen.

## NFL
Ford wurde im NFL Draft 2022 in der fünften Runde an 156. Stelle von den Cleveland Browns ausgewählt. Nach dem vierten Spieltag seiner ersten NFL-Saison wurde er wegen einer Knieverletzung auf die Injured Reserve List gesetzt. Am 12. November 2022 wurde er von der Liste wieder aktiviert.
In seiner zweiten NFL-Saison wurde Ford ab dem zweiten Spieltag zum startenden Runningback ernannt, nachdem sich der etatmäßige Runningback Nick Chubb verletzte und für den Rest der Saison ausfiel. Er beendete die Saison mit 813 erlaufenen Yards bei 204 Laufversuchen und erzielte dabei vier Touchdowns.